# Pachydactylus mclachlani
Pachydactylus mclachlani là một loài thằn lằn trong họ Gekkonidae. Loài này được Bauer, Lamb & Branch mô tả khoa học đầu tiên năm 2006.